# مارشال د. موران
مارشال د. موران (بالإنجليزية: Marshall D. Moran)‏ هو كاهن كاثوليكي نيبالي وأمريكي، ولد في 29 مايو 1906 في شيكاغو في الولايات المتحدة، وتوفي في 14 أبريل 1992 في نيودلهي في الهند.